# Zürcher Expressstrassen-Y
Das Zürcher Expressstrassen-Y, meist Zürcher Ypsilon oder auch nur Ypsilon genannt, ist ein nur teilweise realisiertes Autobahnprojekt, das den Zusammenschluss der Autobahnen A1 und A3 im Verkehrsdreieck Letten in Zürich vorsah. Das Projekt war Gegenstand heftiger politischer Auseinandersetzungen in den 1970er Jahren. Als provisorische Lösung wurden die Autobahnen mit der Westtangente verknüpft, welche diese Funktion erst mit der Eröffnung der Westumfahrung im Jahr 2009 abgab.

## Geschichte
Die Idee des Zürcher Expressstrassen-Y entstammt zweier Expertenberichte, den Generalverkehrsplänen aus dem Jahr 1955. Das Bauwerk hätte sowohl den Fernverkehr und den Pendlerverkehr als auch den innerstädtischen Verkehr aufnehmen sollen. In der Nationalstrassenplanung von 1960 wurde der Abschnitt Hardturm und Aubrugg–Letten–Brunau aufgenommen. 1962 genehmigte der Bundesrat das Projekt und legte es 1969 durch einen ergänzenden Beschluss genauer fest. Gegen den Abschnitt regte sich bald vehementer Widerstand, angeführt durch die Zürcher Arbeitsgruppe für Städtebau.

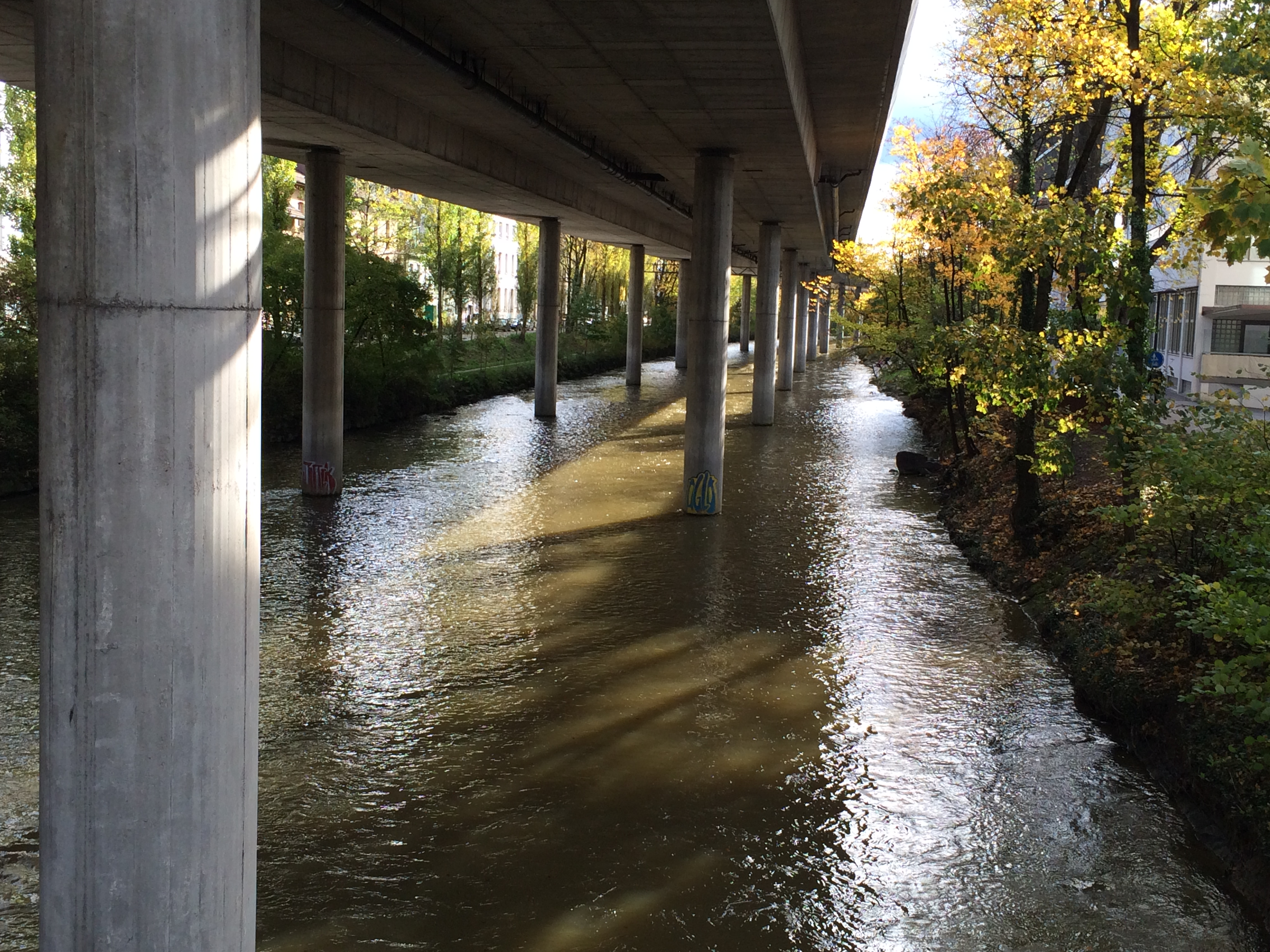
Sihlhochstrasse in der Brunau

Am 1. Dezember 1971 wurde im Kanton Zürich die Volksinitiative gegen das Expressstrassen-Y eingereicht. Sie verlangte, dass der Kanton Zürich beim Bund eine Standesinitiative mit dem Begehren einreicht, das Zürcher Expressstrassen-Y aus dem geplanten Nationalstrassennetz zu streichen und dafür die geplante Südostumfahrung in das Nationalstrassennetz aufzunehmen. Weiter verlangte die Initiative, dass die frei werdenden finanziellen Mittel für den beschleunigten Ausbau der Umfahrungsstrassen und die Finanzierung umweltfreundlicher Tunnellösungen einzusetzen seien. Das Bundesgericht lehnte am 25. September 1973 eine staatsrechtliche Beschwerde wegen Verfassungswidrigkeit der Initiative ab. Die Initiative wurde in der Abstimmung im September 1974 vom Volk abgelehnt, wobei die Mehrheit der Stadtbevölkerung für die Initiative gestimmt hatte.
Am 12. März 1975 wurde die Volksinitiative für ein Zürich ohne Expressstrassen (weder Y noch I) eingereicht, welche im Frühjahr 1977 ebenfalls vom Stimmvolk abgelehnt wurde. Eine 1978 eingesetzte ausserparlamentarische Kommission unter Walter Biel empfahl 1981 mit knapper Mehrheit, das Expressstrassen-Y aus dem Nationalstrassennetz zu streichen, wobei die eidgenössischen Räte aber dieser Empfehlung nicht nachkamen.
1986 wurde das noch nicht gebaute Teilstück vom Hardturm in Richtung Verkehrsdreieck Letten zur Expressstrasse dritter Klasse (städtische Gemischtverkehrsstrasse mit Zubringerfunktion) abgestuft. Der Ausbau bis zur Hardbrücke erfolgte im Rahmen des Projektes Tram Zürich West.
Nachdem das Parlament im Sommer 2023 den Netzbeschluss entsprechend angepasst hatte, strich der Bundesrat an seiner Sitzung vom 21. Februar 2024 den Lückenschluss zwischen den Autobahnen im Zentrum von Zürich mit dem Ypsilon endgültig aus dem Nationalstrassennetz.

## Projektbeschreibung
Das Zürcher Expressstrassen-Y umfasst das Teilstück der Autobahn A1 vom Hardturm entlang dem linken Ufer der Limmat bis zum Verkehrsdreieck Letten und von dort durch den Milchbucktunnel nach Aubrugg sowie die A3 vom Verkehrsdreieck Letten über die Sihlhochstrasse nach Brunau, wobei diese mit einem Viadukt die Perronhalle des Zürcher Hauptbahnhofs überquert hätte. Das Verkehrsdreieck war bei der Badeanstalt Oberer Letten geplant.
Eine spätere Projektvariante sieht einen zweiten, tiefer liegenden Milchbucktunnel vor, der unter der Limmat mit der A1 vom Hardturm zusammengeschlossen wird. Die A3 würde von diesem Autobahndreieck in Tieflage unter dem Hauptbahnhof und der Sihl hindurchführen und im Sihlhölzli mit der Sihlhochstrasse verknüpft.
Der Zusammenschluss der Expressstrassen in Zürich ist heute im Rahmen des Projektes eines Stadttunnels geplant. Der Verkehr der A1H aus Westen wird über die bereits als SN 1.4.1 ausgebaute Pfingstweidstrasse zur Hardbrücke geführt, von dort in Tieflage dem Sihlquai entlang, wo er in der Nähe des Platzspitzparks in den neu zu bauenden Stadttunnel mündet. Der Stadttunnel ersetzt unter anderem die abzubrechende Sihlhochstrasse. Er führt von der Brunau unter der Sihl und unter dem Hauptbahnhof hindurch zum Platzspitz (Dreiecksverknüpfung mit der A1H aus dem Westen) und von dort unter dem Zürichberg hindurch zum Neugut, wo sich der Anschluss Wallisellen der A1 befindet. Der Anschluss des Milchbucktunnels oder ein neuer Milchbucktunnel in Tieflage, dessen Umsetzung nicht vor 2030 geplant ist, sind nicht mehr Teil dieses Projektes.

## Umsetzung

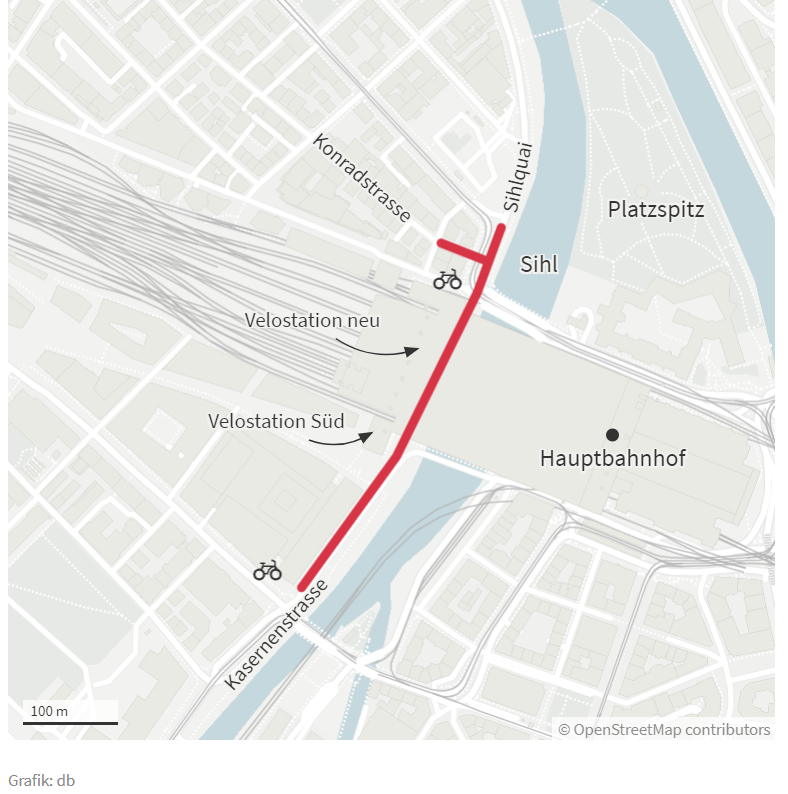
Velotunnel unter HB

Bis heute ist nur das Teilstück der A1 durch den Milchbucktunnel bis zum Letten als Autobahn A1L, das Teilstück von Brunau über die Sihlhochstrasse nach Wiedikon als Autobahn A3W und der Ausbau der Pfingstweidstrasse als Expressstrasse SN 1.4.1 bis zur Hardbrücke realisiert. Bis zur Eröffnung der Nordumfahrung Zürich waren die beiden Teilstücke der A1 nur über die Rosengartenstrasse und die Hardbrücke miteinander verbunden. Der Verkehr zur A3 wurde ab Mitte der 1960er Jahre von der Hardbrücke über die Westtangente zur Sihlhochstrasse geführt, bis 2009 die Westumfahrung mit Uetlibergtunnel eröffnet wurde.
Für das Projekt, das eine Führung der A3 in Tieflage vorsieht, wurden während des Baus des Bahnhofs Museumsstrasse bereits die beiden Tunnelröhren unter dem Hauptbahnhof parallel zur Sihl erstellt. Sie dienten während des Baus des Bahnhofs Löwenstrasse als Zugang zur Baustelle. Das Tunnelstück wird seit 2025 als Velotunnel genutzt, dies wurde an einer Abstimmung am 13. Juni 2021 durch die stadtzürcher Bevölkerung mit 74,1 % Ja-Stimmen angenommen. Die Umnutzung des Tunnels kostet voraussichtlich 28 Millionen Franken. Dabei ist ein Drittel der Kosten für den Rückbau der Veloinfrastruktur vorgesehen, im Fall, dass das Tunnelstück ab den 2040er-Jahren für den Autoverkehr benötigt wird.
In einer Stellungnahme an das Bundesamt für Strassen ASTRA forderte der Zürcher Regierungsrat im Juni 2017, dass die Zürcher Expressstrasse-Y aus dem Nationalstrassennetz gestrichen werden soll.
Der Bundesrat hat an seiner Sitzung vom 21. Februar 2024 die Nationalstrassenverordnung entsprechend angepasst.

## Unfälle
Die Brücke der Sihlhochstrasse wurde nicht fertiggestellt. An der Stelle, wo die Fortsetzung des Zürcher Expressstrassen-Y geplant war, wurde auf der Fahrbahnplatte eine Begrenzungsmauer erstellt, der Verkehr wird über die Ausfahrt Zürich Wiedikon der geplanten Schnellstrasse geführt. Es kommt manchmal zu schweren Unfällen, weil Fahrer die Strassenführung oder den Stau am Autobahnende nicht erkennen:
- Am 2. März 1991 verlor ein Junglenker kurz vor der Ausfahrt die Herrschaft über seinen VW Golf und stürzte von der Autobahnbrücke in die Sihl.[9] Alle drei Insassen starben.
- Im September 2011 verpasste ein mit übersetzter Geschwindigkeit fahrender Lenker die Ausfahrt. Das Auto kollidierte mit der Begrenzungsmauer und fing Feuer. Die Beifahrerin wurde schwer verletzt.[9]
- Am 29. Februar 2016 übersah ein rumänischer Lenker eines Anhängerzuges den Stau am Ende der Autobahn, kollidierte mit mehreren Autos, durchbrach die Begrenzungsmauer am Ende der Brücke und stürzte mit seinem LKW in die Sihl. Sieben Personen wurden verletzt.[9]
- Am frühen Morgen des 16. Dezembers 2018 kam ein von Genua nach Düsseldorf verkehrender Flixbus gegen das Ende der schneebedeckten Autobahn ins Schleudern und prallte in die Begrenzungsmauer. Eine nicht angegurtete Frau wurde aus dem Bus geschleudert und stürzte in die Sihl, wo sie ihren Verletzungen erlag. 44 Personen wurden verletzt, drei davon schwer, darunter die beiden Chauffeure.[10] Einer der Chauffeure erlag zwei Wochen nach dem Unfall seinen Verletzungen, der andere wurde 2024 vom Bezirksgericht Zürich zu einer bedingten Freiheitsstrafe von zwei Jahren verurteilt. Er habe seine Fahrweise nicht den widrigen Strassenverhältnissen angepasst und wurde in allen Anklagepunkten schuldig gesprochen, unter anderem wegen mehrfacher fahrlässiger Tötung.[11]

Nach dem Busunfall vom Dezember 2018 kam eine Diskussion über die richtige Signalisierung der Strassenführung auf. Weil zum Unfallzeitpunkt die Fahrbahn schneebedeckt war, wurde vermutet, dass der Lenker des Flixbus die Strassenmarkierung der Ausfahrt nicht erkannt hatte. Das Bundesamt für Strassen (ASTRA) sah am Anfang keinen Handlungsbedarf, weil die Signalisation "den Normen entsprechen" würde und die Stelle kein Unfallschwerpunkt sei. Später wurden als Sofortmassnahme wieder Betonelemente aufgestellt, welche verhindern sollen, dass Fahrzeuge die Begrenzungsmauer erreichen können. Eine solche Absperrung bestand bereits nach dem Unfall von 2016, bis die Begrenzungsmauer wieder in Stand gesetzt war, wurde danach aber entfernt.